# Psychotria atricaulis
Psychotria atricaulis är en måreväxtart som beskrevs av Francis Raymond Fosberg. Psychotria atricaulis ingår i släktet Psychotria och familjen måreväxter. Inga underarter finns listade i Catalogue of Life.